# Сулейман (манса)
Сулейман I (д/н — 1360) — 12-й манса імперії Малі у 1341—1360 роках. Зумів відновити державну потугу (насамперед торгівлю з Магрибом та Єгиптом), але втратив землі на заході біля узбережжя Атлантичного океану.

## Життєпис
Походив з династії Кейта. Був небожем засновника держави Малі Марі Діати I. Під час правління брата Муси I набув чималого впливу. Втім образився, коли той 1324 року перед своїм хаджем призначив менш досвідченого свого сина Магана керувати імперією на час своєї відсутності. Тому, коли Маган I 1337 року став новим мансою, Сулейман не підтримував його, а навпаки інтригував.
1341 року після смерті Магана I за невідомих обставин домігся від Гбари (Великої Ради) обрання себе мансою. Спрямував зусилля на відновлення цілосності та міцності держави. Було відбудовано Тімбукту, яке постраждало в попередні роки від нападу мосі. В подальшому зумів стримати правителів останніх.
Також Сулейману вдалося встановити зверхність над племенним союзом туарегів зі столицею в поселені Такедда, завдяки цьому посилив контроль над транссахарською торгівлею та встановив владу над значними мідними копальнями. 
Проте суттєвого удару господарству Малі завдала епідемія чуми, яка призвела до смерті від 30 до 50 % населення. Можливо цим послабленням скористалися вожді народу волоф біля Атлантичного океану (сучасний Сенегал), що 1350 року повстали та утворили незалежну державу.
1352 року манса прийняв посланця маринідського султана Абу Інан Фаріса — Ібн Батуту, який надав опис самого манси, його двору та характеру. Останній також повідомляв про змову дружини манси Каси та його родича Джаталя з метою повалення Сулеймана, але змову було викрито.
Загалом скаржився на його скупість та неуважність. Втім в подальшому Манса Сулейман дотримував мирних стосунків з Маринідами. Так, 1359 року спрямував коштовний подарунок султанові Абу Саліму Алі II з нагоди його сходження на трон. Відомо про збереження дипломатичних стосунків з Мамлюкським султанатом в Єгипті.
Сулейман побудував палац Каманболон у Кангабі, де збирав і приймав намісників і послів залежних народів та держав, зберігав Коран. З цього часу Кангаба стає однією з резиденцій імперії. Помер 1360 року. Йому спадкував син Касса.